# Universo ficticio de Avatar

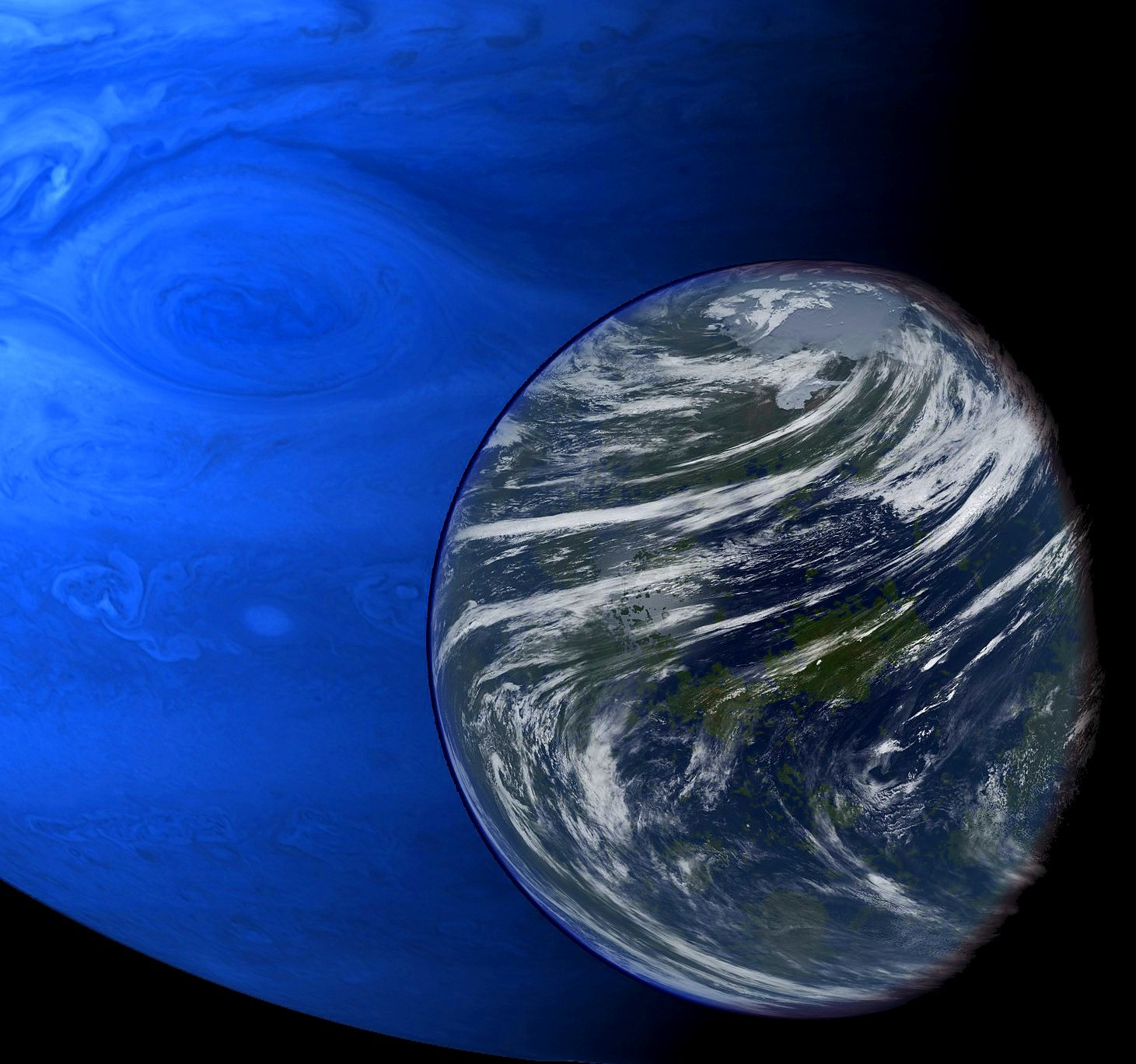
El planeta Polífemo y su luna Pandora.

El universo ficticio de Avatar se refiere al universo expandido en relación con su producción Avatar junto con las secuelas y producciones derivadas; según informaba a James Hoffman en UGO Networks, para generar un contexto sólido en torno a la historia.

## Polifemo
Polifemo es un planeta ficticio creado por Cameron para el universo Avatar que se encuentra en el sistema estelar Alfa Centauri, a 4,4 años luz de la Tierra.
El astro gira alrededor de una de las estrellas del sistema ternario, concretamente en torno a Alfa Centauri A, una estrella enana amarilla similar a nuestro Sol. Orbitando a su alrededor se hallan una serie de grandes lunas, entre ellas Pandora, luna donde se desarrollan, en el año 2154, los hechos narrados en la película Avatar.

## Pandora
Pandora, hábitat de los Na’vi, es un satélite natural o luna del planeta Polifemo, en el cual se ha encontrado un mineral muy valioso para los seres humanos, unobtainium, cuya principal propiedad es su superconductividad a temperatura ambiente. En Pandora se instala una base minero-militar y científica para extraer el mineral, junto a un grupo de científicos que investigan la vida del satélite. Un mundo extraño y hostil para el hombre, pero fascinante y de una gran riqueza tanto animal como vegetal.
Está basado libremente en Pandora (satélite) pero en vez de estar ubicado en el sistema solar está ubicado en el sistema de Alpha Centauri A a unos 4,37 años luz (276 000 UA) de distancia de la Tierra.

### Astronomía y geología
En la película, Pandora se encuentra en el sistema de Alpha Centauri A a unos 4,37 años luz (276 000 UA) de distancia de la Tierra. Es uno de los muchos satélites naturales que orbitan el gigante gaseoso Polifemo, llamado así por el cíclope Polifemo de la mitología griega. La atmósfera de Pandora es una mezcla de nitrógeno, oxígeno, dióxido de carbono, trazas de xenón, amoníaco, metano y sulfuro de hidrógeno. Los seres humanos no pueden respirar este aire, por lo que necesitan equipos especiales fuera de sus edificios o vehículos u otros elementos.
Leri Greer, un diseñador de Weta Workshop, explicó como el inusual ciclo día/noche afecta a los Na'vi, habitantes de este satélite que orbita alrededor de un planeta que a su vez está orbitando una estrella. 
De hecho, me escribió acerca de cómo se produce una coloración del cielo en particular a través del espectro visible en los momentos de oscuridad pura. Y los Na’vi, dependiendo de donde viven respecto a la elevación sobre el nivel del mar, perciben un color distinto en banda estrecha en el horizonte en ese momento. Se identifican, y significan en sus marcas, con este color. Lo que ayuda a discernir rápidamente a otros Na’vi a distancia incluso es probable que sean distinguidos por su especialización de hábitat (pescadores, altiplanos, esquiadores, etc.) El color percibido en cada oscuridad, junto con sus otras marcas de color predominantes les permite también saber cómo se relacionan frente a Eywa como una "religión" en el contexto de una realidad física. Y durante las reuniones ceremoniales se puede "leer" en Na’vi la forma en que se marca con tintes, lodos y pinturas. El ciclo del medio ambiente y de día-noche es directamente responsable del desarrollo de este comportamiento de expresión social. Una vez más, se trataba de una idea interna que nos ayuda a diseñar cosas en Weta Workshop, es difícil decir cuánto se filtra hacia arriba a la mayor producción.
Pandora tiene una exuberante selva tropical, que cubre gran parte de sus continentes. también posee una fuerza de gravedad 20% menor que la Tierra. La geología está fuertemente afectada por la presencia de unobtanium, un mineral cuyas propiedades superconductoras les permiten flotar en campos magnéticos. Esta propiedad hace que sea muy valorado por los humanos, que lo extraen de una mina para su transporte a la Tierra. Las Montañas Aleluya permanecen levitando sobre la superficie al contener cantidades significativas de unobtanium, lo que permite que se monten los fuertes campos magnéticos en la región.

### Ubicaciones

#### Árbol Madre
Árbol Madre (Kelutrel [kɛl.u.tr̩ɛl] en idioma Na’vi), también conocido como Arbolcasa en la cultura Na'vi, forma parte del mundo ficticio de la producción Avatar.
Es un gigantesco árbol constituido por un gran tronco hueco formado por pilares naturales a modo de columnas. Todo el árbol, tanto el interior como el exterior y alrededores, conforma el poblado donde se asienta el clan de los Omaticaya en la luna Pandora, del planeta Polifemo. Los Omaticaya hacen vida en el amplio interior del árbol en cuyas zonas altas crecen grandes hojas que les sirven de hamaca para dormir. Este árbol crece encima del mayor yacimiento conocido de unobtainium en un rango de 200 millas alrededor de la base humana , un mineral de extraordinario valor e importancia para los humanos, hecho que origina los conflictos entre los nativos y los invasores.
Por su parte, para los indígenas el árbol además de ser su hogar es parte de su cultura y religión, junto a otros lugares místicos y sagrados como el Árbol de las almas (Uitraya Ramunon) y el Árbol de las voces (Utral Aymokriyä, ['u.tɾal aj.'mok.ɾi.jæ]), tres verdaderos pilares de su relación y conexión con la «Madre Naturaleza» y con su deidad, Eywa ([εj]wa). De los tres, el Árbol de las almas es el único que no fue destruido por los humanos a lo largo de la película.

#### Montañas Aleluya
Uno de sus mayores atractivos geológicos y naturales son las Montañas Aleluya o Montañas flotantes (Iknimaya [ik.ni.ma.'ja] en idioma Na'vi), un lugar fascinante dado que, como su propio nombre indica, se trata de una ubicación en donde las montañas, literalmente, flotan debido a una serie de anomalías en la gravedad de la zona derivadas de un fuerte campo magnético, el Vórtice de flujo. Dicho vórtice se corresponde con uno de los polos magnéticos de Pandora, lo cual combinado con la fuerte concentración de unobtainium en estas montañas hace que sufran el llamado Efecto Meissner.
Aunque según Global Times -una publicación china-, Cameron da a entender haberse inspirado en los Montes Huang para el diseño de las Montañas Aleluya; el supervisor del departamento artístico de la película, Rob Powers, afirma que se inspiró en la naturaleza de Asheville (Carolina del Norte) en una entrevista para la editorial de dicha ciudad, Asheville Citizen-Times, y de la que es natural.

### Influencia Estética
La imagen general del Planeta está basada en cierta estética setentista de las historietas alucinógenas de Richard Corben, Moebius y la revista francesa Metal Hurlant en general, las fantasías heroicas ilustradas por Frank Frazetta, el arte de discos de rock de dibujantes como Roger Dean y Ron Cobb, todo ello reinventado en términos cinematográficos.
Existen algunas opiniones que aluden a la visión, de colorido un tanto retro, de James Cameron sobre Pandora como basada en la cultura New Age y algunas referencias acerca de la hipótesis de Gaia.

## Los Na’vi
Na’vi ([naʔ.'vi]) es un término del universo ficticio creado por James Cameron para Avatar. Se puede referir tanto a una raza de humanoides como al idioma que esta misma emplea.
Así, en este contexto ficticio, los Na’vi son una raza de humanoides que han desarrollado una sofisticada cultura y religión basadas en el respeto y una relación íntima, mística y estrecha con su hábitat, la luna Pandora del planeta Polifemo.

### Características

#### Físicas
Los Na'vi son una especie humanoide fuerte y con rasgos ligeramente felinos. De grandes ojos amarillos, tienen una altura media de unos tres metros; su cuerpo es delgado, tienen cola y su piel es de color azul ( debido a su alto índice del mineral plata naturalmente en sus organismo y la baja concentración de oxígeno ambiente, lo que causa este aspecto cianotico a la piel), atigrada con vetas más oscuras, y salpicada por unos puntos bioluminiscentes que semejan pinturas tribales. Sus huesos están compuestos por calcio y fibra de carbono, lo que los hace más fuertes y resistentes.

#### Conexión neuronal
La larga cabellera que los caracteriza, es en realidad una conexión neuronal compuesta por multitud de filamentos y ramificaciones nerviosas de gran sensibilidad. Es un sistema único de conexión física (nerviosa y sensitiva), parecida a las sinapsis del cerebro, la conexión se conoce como Tsahaylu [ʦa.'haj.lu].
Otras criaturas de Pandora tienen algún tipo de apéndice con esta misma función, en algunos árboles por ejemplo son sus raíces y en los Ikran sus antenas.

#### Tsahaylu o Tsaheilu
Cuando dos seres vivos de Pandora unen, conectan o enlazan dichas conexiones, se produce lo que en lengua Na'vi se conoce como Shahaylu ([sha.'haj.lu] o Tsahaylu [ʦa.'haj.lu] según la web no oficial learnnavi.org), también llamado el vínculo; un enlace sensitivo que los une de una forma tan íntima que sus sentidos se confunden y se comparten.

#### Socioculturales
Se basan en una estructura social de clanes. Los personajes principales de la historia de Cameron pertenecen en concreto al clan Omaticaya, que consta de un patriarca y líder (Olo’eyktan ['ol.o.'ʔɛjk.tan]), y un guía espiritual, normalmente sacerdotisa (Tsahik ['ʦa.hɪk]).
Los Omaticaya residen en torno al Árbol Madre (Kelutrel, [kɛl.u.tr̩ɛl]) que los protege y da cobijo. Son cazadores (taronyu) y adiestran y montan varios animales, entre los que se encuentran unos equinos, Direhorses (Equidirus hoplites, en derivación clara del latín, Pa’li [‟paʔli] en el idioma Na’vi), que difieren de los caballos de la Tierra. en detalles como el número de patas, el sistema respiratorio, su tipo de nutrición y aparato digestivo, etc.
Para llegar a ser cazadores, los na’vi deben montar y adiestrar un Ikran. Una especie de dragón de las montañas considerado como un espíritu o hada, con el que, una vez creado el vínculo (shahaylu), cazador y montura estarán unidos para toda la vida ya que nadie más que ese na’vi podrá montarlo.

#### Creencias
Son profundamente respetuosos con la naturaleza de su mundo, y en general entienden que sus vidas están determinadas por una consciencia cognitiva global que une todo: En definitiva una deidad, Eywa (['aiwaa']), que representa la fuerza que rige esa naturaleza a la cual se sienten energéticamente ligados.
Podría considerarse una analogía del concepto de Gaia, tanto en su vertiente científica como mitológica, para la cultura humana.
Por otro lado, otros críticos como Sebastián Nuñez de Leercine, indican que lejos de un universo New Age sería más bien del tipo adánico o arcaico con referencias a relatos de civilizaciones primitivas. La existencia de un o una diosa, el relato mítico de la transformación del héroe, y la ritualización de cada una de las actividades de los pobladores están referenciados en los escritos de Mircea Eliade sobre mitología primitiva. Esta visión contrastaría con la visión New Age que relativiza la presencia de divinidad en la naturaleza.
Los tres enlaces místicos que los unen a Eywa de forma física son el Árbol Madre (hogar del clan Omaticaya), el Árbol de las almas (Vitraya Ramunong en el guion de Cameron)) y el Árbol de las oraciones (o voces, Utraya mokri, ['u.tɾa.laj.'mo.kɾi.jæ] en na’vi). El segundo, podría decirse que es una especie de servidor de datos gigantesco y arcaico, en donde va a parar esa energía de vuelta a su origen, y por lo tanto, los recuerdos y sentimientos de los seres que los dejaron y regresaron a Eywa. El Shahaylu también les permite conectarse a Árbol de las almas y comunicarse con sus antepasados y con Eywa.

### Vídeo
- «Avatar Official Movie Website» (en inglés). Archivado desde el original el 11 de diciembre de 2009. Consultado el 5 de enero de 2010.
- 'Avatar': La luna habitada Pandora (en inglés). RTVE.es. 23 de diciembre de 2009.  Escena en 3:57 min. Consultado el 11 de enero de 2010. «Pandora, un mundo de maravillas y misterios, de increíbles peligros y extraña belleza.»
- Castro, Miguel (17 de diciembre de 2009). «Días de cine: Avatar». Días de cine (RTVE.es).  Escena en 7:05 min. Consultado el 11 de enero de 2010.
- Ribas, Jorge (entrevistador); Cameron, James (entrevistado) (16 de diciembre de 2009). «Science Behind Pandora». Discovery News Videos: Tech: Avatar: Science Behind Pandora (Reportaje, entrevista) (Discovery News).  Escena en 02:39 min. Consultado el 13 de enero de 2010. «Entrevista de Jorge Rivas (Discovery News) a James Cameron acerca de la ciencia detrás de la creación del mundo de Pandora (citas sobre Pandora)».
- James Cameron (director), Giovanni Ribisi, Sigourney Weaver (actores). Making of Avatar. LaButaca.net. Archivado desde el original el 20 de diciembre de 2009. Consultado el 13 de enero de 2010.